# The Austin Chronicle
The Austin Chronicle é um periódico alternativo semanal de estilo tabloide publicado todas as quintas-feiras em Austin, Texas, Estados Unidos. O jornal é distribuído através de meios de comunicação gratuitos, muitas vezes em restaurantes locais ou cafés frequentados pelo público específico. O jornal já alcançou 230.500 leitores. The Chronicle foi co-fundado em 1981 pelos editores Nick Barbaro e Louis Black, com a assistência de outros que estudavam pós-graduação na Universidade do Texas.